# Väinö Salminen
Väinö William Salminen, född 29 februari 1880 i Mörskom, död 20 juli 1947 i Helsingfors, var en finländsk folklorist. 
Salminen blev 1917 docent och 1919 filosofie doktor i finsk folkdiktsforskning vid Helsingfors universitet och var 1933–47 professor i finsk och jämförande folkdiktsforskning. Han företog 1903–35 vidsträckta resor, från Lappland till Novgorod och från Värmland till Vita havet, och insamlade omfattande folkloristiskt material, och i sina skrifter behandlade han främst Ingermanland. Han utgav även bland annat romanen Vaeltajan tarinoita (1946) och Vallattomilta vaellusvuosilta (1946).